# 1 Brygada WOP
 1 Brygada Wojsk Ochrony Pogranicza – jedna z brygad w strukturze organizacyjnej Wojsk Ochrony Pogranicza.
Sformowana w 1950 na bazie 41 Batalionu Wojsk Ochrony Pogranicza, na podstawie rozkazu MBP nr 043/org z 3 czerwca 1950. Sztab brygady stacjonował w Krośnie nad Wisłokiem. 
Rozformowana w 1952. Strażnice przejęła 26 Brygada WOP z Przemyśla.

## Struktura organizacyjna
- dowództwo, sztab i pododdziały dowodzenia
- 168 strażnica – Radcyna
- 169 strażnica –Lipowiec
- 170 strażnica – Wola Michowa
- 171 strażnica –Łupków
- 172 strażnica –Radoszyce
- 173 strażnica –Jasiel
- 174 strażnica – Izby
- 175 strażnica – Huta Polańska
- 176 strażnica –Barwinek
- 177 strażnica – Ożenna
- 178 strażnica – Konieczna
- 179 strażnica – Wysowa
- GPK Łupków

## Dowódca brygady
- ppłk Wacław Zalewski

## Przekształcenia
Krośnieńska Komenda WOP → 41 batalion WOP → 1 Brygada WOP